# Anniceris geniculatus
Anniceris geniculatus är en insektsart som beskrevs av Carl Stål 1878. Anniceris geniculatus ingår i släktet Anniceris och familjen gräshoppor. Inga underarter finns listade i Catalogue of Life.